# Eddie (cráter)
Eddie es un cráter de impacto en el cuadrángulo de Elysium de Marte. Tiene 89 km de diámetro y lleva el nombre de Lindsay Eddie, un astrónomo sudafricano (1845-1913).
Los cráteres de impacto generalmente tienen un borde con eyección a su alrededor, en contraste, los cráteres volcánicos generalmente no tienen un borde ni depósitos de eyección. A medida que los cráteres crecen (más de 10 km de diámetro), generalmente tienen un pico central, como lo tiene este cráter. El pico es causado por un rebote del suelo del cráter tras el impacto. Contiene material levantado desde debajo de la superficie.
El módulo de aterrizaje InSight Mars aterrizó al sur y al oeste del cráter Eddie en 2018.

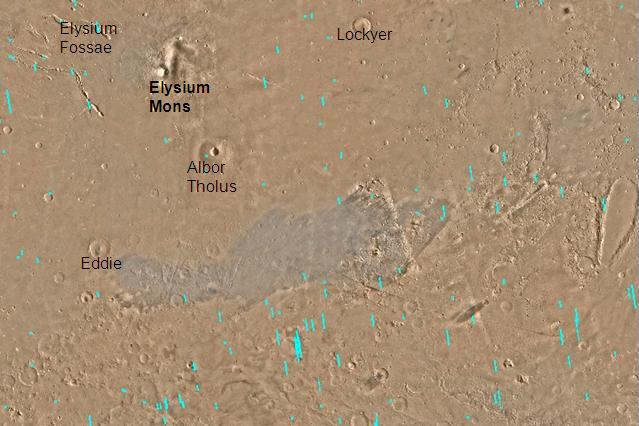
Mapa del cuadrángulo de Elysium. Elysium Mons y Albor Tholus son grandes volcanes. El cráter Eddie está a la izquierda.
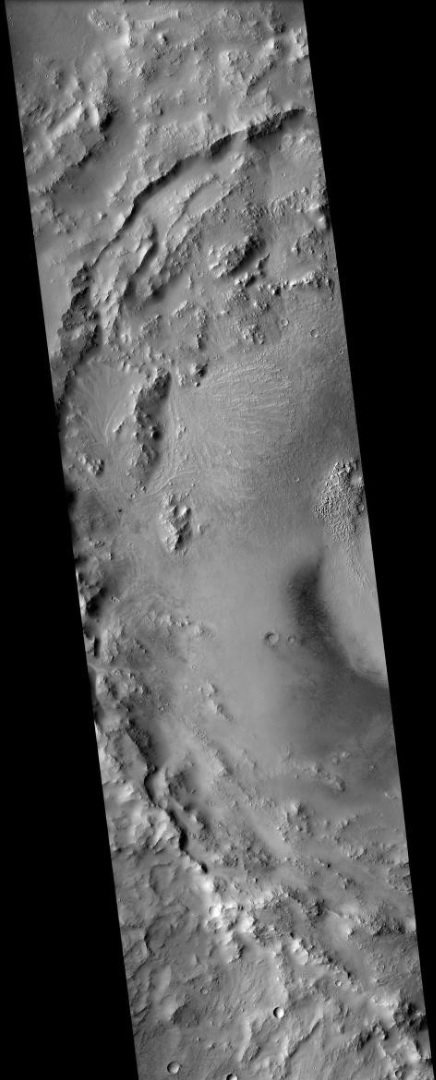
Cráter Eddie, visto por la cámara CTX en MRO
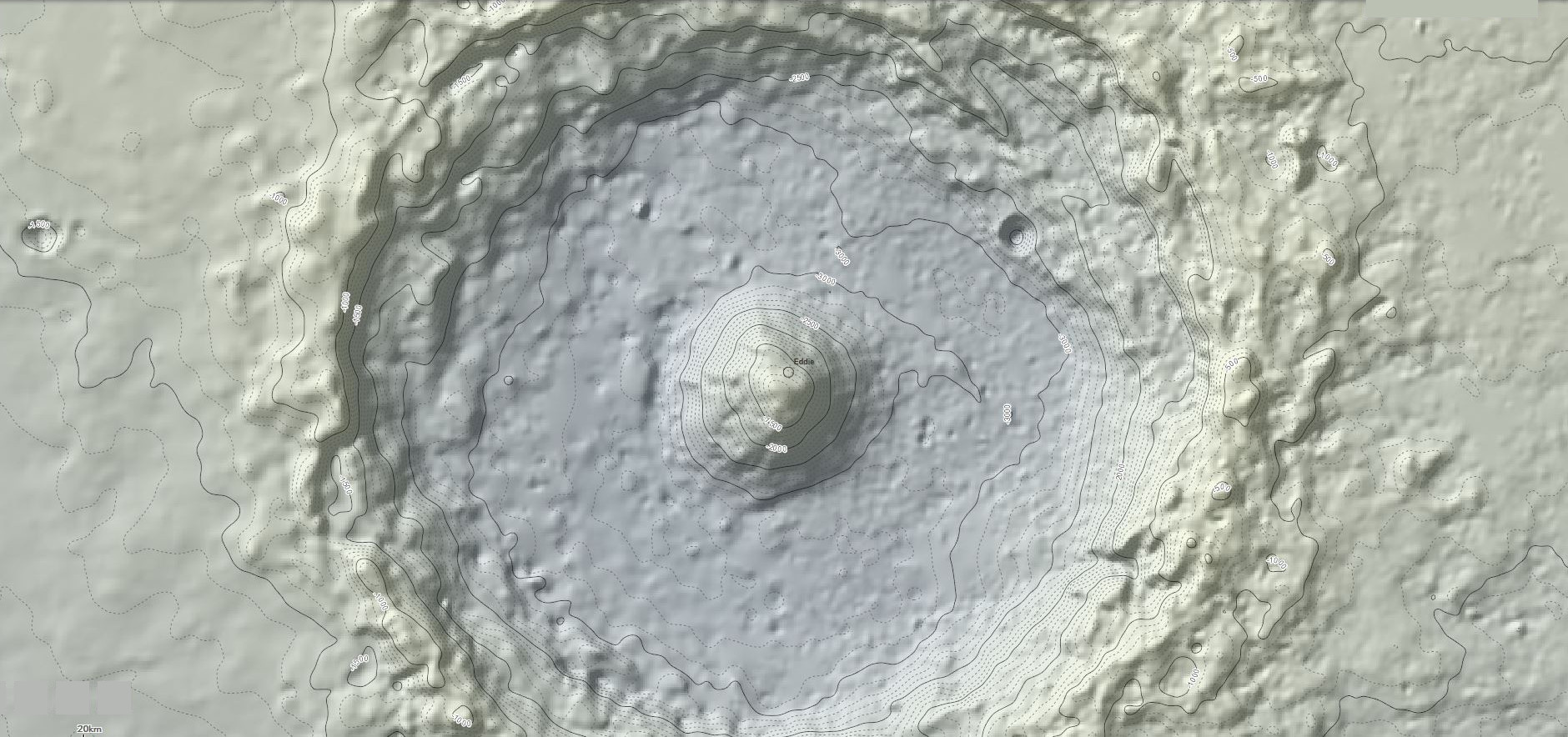
Un mapa topográfico utilizando datos del Mars Orbiter Laser Altimeter (MOLA). Este mapa muestra la elevación del borde y el pico central del cráter Eddie en relación con el areoide de Marte.